# Kalmük kánok listája
Az alábbi lista a Belső-Ázsiában létező hatalmas, de rövid életű ország, a Kalmük Kánság uralkodóit tartalmazza.
| Uralkodó               | Uralkodott                                           | Orosz név    | Megjegyzés                          |
| ---------------------- | ---------------------------------------------------- | ------------ | ----------------------------------- |
| Ho Urljuk              | taisa: 1633 – †1644. január 4.                       | Хоурлюк      | Lemondott a trónról.                |
| Daicsin                | taisa: 1644 – 1661, †1672                            | Дайчин       | Ho Urljuk fia. Lemondott a trónról. |
| Moncsak                | taisa: 1661 – †1672                                  | Мончак       | Daicsin fia.                        |
| Ajuka (*1642)          | taisa: 1672 – 1690 kán: 1690 – †1724. szeptember 20. | Аюка         | Moncsak fia.                        |
| Csakdor Jaba           | kán: 1714 – †1722. február 19.                       | Чакдор-Джаб  | Ajuka fia. Társuralkodó.            |
| Tseren-Donduk          | kán: 1724 – 1735, †1737                              | Церен-Дондук | Ajuka fia.                          |
| Donduk Ombo            | kán: 1735 – †1741. március 21.                       | Дондук-Омбо  | Ajuka unokája.                      |
| Donduk-Dasi (*1690 k.) | kán: 1741 – †1761. január 21.                        | Дондук-Даши  | Csakdor Jaba fia.                   |
| Ubasi (*1724?)         | kán: 1761 – 1771, †1774/1775                         | Убаши        | Donduk-Dasi fia.                    |
| Dodbi                  | kán: 1771 – †1781?                                   | Додьби       | Donduk Ombo fia.                    |
| Asszaraj               | kán: 1781-ben                                        | Ассарай      | Donduk Ombo fia.                    |